# Tølløse Sogn
Tølløse Sogn 
ist eine Kirchspielsgemeinde (dän.: Sogn)
auf der Insel Sjælland im südlichen Dänemark.
Bis 1970 gehörte sie zur Harde Merløse Herred im damaligen Holbæk Amt, danach zur Tølløse Kommune im Vestsjællands Amt, die im Zuge der  Kommunalreform zum 1. Januar 2007 in der Holbæk Kommune in der Region Sjælland aufgegangen ist.
Im Kirchspiel leben 4391 Einwohner, davon 3903 im Kirchdorf (Stand: 1. Januar 2023). Im Kirchspiel liegt die auf das 12. Jahrhundert zurückgehende „Tølløse Kirke“.
Nachbargemeinden sind  im Südosten Soderup Sogn und Kirke Eskilstrup Sogn, im Süden Store Tåstrup Sogn, im Westen Ugerløse Sogn und Kvanløse Sogn, im Nordwesten Sønder Asmindrup Sogn und im Norden Ågerup Sogn, ferner in der östlich benachbarten Lejre Kommune Kirke Sonnerup Sogn.